# گرهی حبیب‌الله
گرهی حبیب‌الله (به انگلیسی: Garhi Habibullah) یک شهرک در پاکستان است که در ناحیه مانسهره واقع شده‌است.